# Бенмабрук, Халим
Халим Бенмабрук (фр. Alim Ben Mabrouk; род. 25 июня 1960, Лион, Франция) — алжирский футболист, играл на позиции полузащитника.
Халим Бенмабрук попал в заявку сборной Алжира на Чемпионате мира 1986 года в Мексике. Он дважды выходил в стартовом составе сборной в матчах против сборных Северной Ирландии и Бразилии.

## Достижения

### Клубные
- Финалист Кубка Франции в сезоне 1989/1990 в составе парижского «Расинга»

### Со сборной Алжира
- Участник Чемпионата мира 1986 года в Мексике